# Mount Crosby Weir
Mount Crosby Weir är en dammbyggnad i Australien. Den ligger i kommunen Brisbane och delstaten Queensland, omkring 24 kilometer väster om delstatshuvudstaden Brisbane.
Runt Mount Crosby Weir är det ganska tätbefolkat, med 160 invånare per kvadratkilometer.. Närmaste större samhälle är Ipswich, nära Mount Crosby Weir.
I omgivningarna runt Mount Crosby Weir växer huvudsakligen savannskog. Genomsnittlig årsnederbörd är 1 252 millimeter. Den regnigaste månaden är januari, med i genomsnitt 248 mm nederbörd, och den torraste är oktober, med 34 mm nederbörd.